# 勝利廣場 (明斯克)

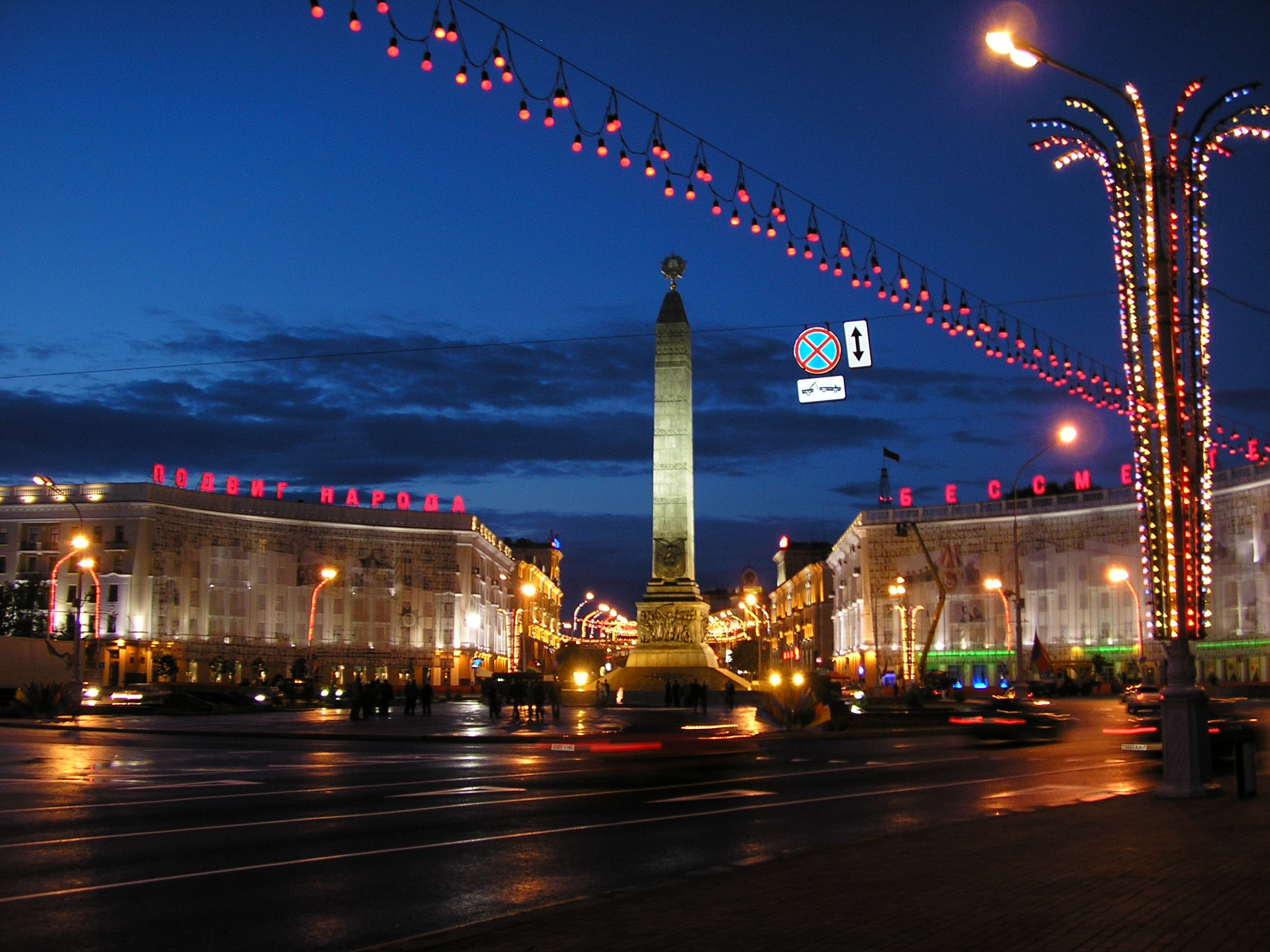
勝利廣場

53°54′30″N 27°34′28″E / 53.90833°N 27.57444°E
勝利廣場（羅馬化：Ploshcha Pyeramohi）是位於白俄羅斯首都明斯克市中心的一個廣場。勝利廣場是明斯克最重要的一個廣場，被稱為莫斯科紅場的明斯克版。廣場一帶有眾多紀念蘇聯衛國戰爭勝利的建築和紀念碑。明斯克地鐵在這裡也設有車站。